# Didi Pereira
Sebastião Pereira do Nascimento, mais conhecido como Didi Pereira ou Didi (Parelhas, 24 de fevereiro de 1976) é um ex-futebolista brasileiro que atuava como atacante.

## Carreira
Iniciou sua carreira como profissional Nacional de Patos em 1995, onde ficou até 1997 e se destacou por seu talento como goleador.
Em seguida foi para o Sport em 1997, sendo goleador no "Leão da Ilha", o que lhe rendeu uma transferência para o Corinthians em 1998.
Vestindo a camisa 9 da equipe paulista o jogador teve seus bons momentos no clube, em um deles marcando um golaço sobre o São Paulo no segundo jogo da final do Campeonato Paulista de 1998. O jogador foi Campeão Brasileiro de Futebol pelo Corinthians em 1998. O atleta não conseguiu repetir as atuações e foi perdendo espaço no alvinegro, saindo em 1999 para Portuguesa.
No mesmo ano, se transferiu para Europa, para o VFB Stuttgart por € 1,7 milhão, como forma de substituir Fredi Bobic. Jogou vindo do banco de reservas apenas duas vezes e os médicos do clube acabaram descobrindo uma lesão na cartilagem do joelho. O contrato foi anulado e o jogador seguiu para o FC Aarau, da Suíça.
O centroavante voltou ao Brasil em 2001, onde foi jogar pelo Juventude, na campanha do Verdão na Taça Libertadores daquele ano.
Em 2002, Didi se transferiu para Coréia do Sul para a equipe do Busan I-Park, voltando em 2003 para o futebol brasileiro. Neste ano o jogador rodou por três clubes, Joinville, Ituano e Bahia, onde marcou 11 gols na Série A.
Em 2004, sob o comando de Muricy Ramalho, Didi jogou no Internacional por pouco tempo, se transferindo no mesmo ano para o México para a equipe do Jaguares de Chiapas. Em sua breve estadia no Inter, Didi foi acusado de envolver-se em uma altercação violenta com um stripper, na qual ele teria atacado o profissional com golpes de faca. Este escândalo o fez perder seu emprego na equipe de Porto Alegre, e o tornou conhecido como "Didi Facada" pela imprensa e torcedores.
De 2004 a 2008, o centroavante permaneceu no México, jogando pelas equipes do Tigres (2005), San Luis (2005-2007) e Salamanca (2007), onde marcou 17 gols no Campeonato Mexicano. Didi teve um breve retorno ao Brasil em 2008, de janeiro a maio, para atuar no Bahia, logo no mesmo ano retornando ao futebol mexicano para jogar na equipe do Tampico Madero.
Em 2010, o atleta voltou ao Brasil e foi jogar no Paysandu, onde conseguiu fazer bons jogos.
Em 2012, Didí foi contratado pelo Brasil de Farroupilha para reforçar o ataque da equipe gaúcha na disputa da segunda divisão do estadual. Meses depois ele aposentou-se encerrando suas atividades como atleta para trabalhar como empresário de jogadores e observador de alguns clubes na região sul.
Ainda em 2012 o atleta voltou a sua cidade natal (Parelhas) para inaugurar uma escolinha de futebol no bairro São Sebastião, local de origem do jogador, juntamente com o ex-goleiro Geová Azevêdo. O projeto vem dando frutos e em poucos meses de funcionamento revelou atletas que despertaram interesse em clubes do estado de São Paulo.

## Títulos
Corinthians
- Campeonato Brasileiro: 1998 [5][13]